# DEADHEAT
『DEADHEAT』（デッドヒート）は、ときめき♡宣伝部の3枚目のシングル（インディーズを含めると通算6枚目）である。2017年11月22日にユニバーサルシグマからリリースされた。
藤本ばんび、小高サラ入部（加入）後初となるシングルである。

## 概要
2017年6月にときめき♡宣伝部に入部（加入）した藤本ばんび、小高サラが初参加したシングルである。なお、小高サラは2018年9月にときめき♡宣伝部を退部（脱退）したので、本シングルがときめき♡宣伝部として参加した唯一のシングルとなった。
2017年10月21日に 表題曲「DEADHEAT」のMVが公開された。
2017年11月22日、CDリリースと同日に各種配信サイトにて配信シングル『DEADHEAT』（1.DEADHEAT、2.ビッグ☆バン、3.BANBANBAN、4.初恋サイクリング、5.Chocolate Truffe）の配信が開始された。
期間限定生産びっぐ盤（CD+DVD）、ばんばん盤（CD）、はつこい盤（CD）、とりゅふ盤（CD）の4形態で発売された。
期間限定生産びっぐ盤には、「ときめき♡夏合宿 ぜ〜んぶ見せちゃいます♡」としてときめき♡宣伝部のメンバーが夏合宿をしている様子を収めたDVDが付属している。

## 収録曲
（ときめき♡宣伝部：辻野かなみ、藤本ばんび、坂井仁香、小泉遥香、小高サラ、吉川ひより）
- 期間限定生産びっぐ盤（CD+DVD、UMCK-9923）
  - CD
    - DEADHEAT（作詞・作曲・編曲：栗原暁（Jazzin' park） / 久保田真悟（Jazzin’park） / Tasuku Maeda）
      - テレビ朝日系列『musicる TV』2017年11月度オープニングテーマ

    - ビッグ☆バン（作詞：佐藤有紗 / 藤末樹、作曲・編曲：藤末樹）

  - DVD
    - ときめき♡夏合宿 ぜ〜んぶ見せちゃいます♡
- ばんばん盤（CD、UMCK-5637）
  - CD
    - DEADHEAT
    - BANBANBAN（作詞・作曲：ANDW / 久下真音 / かまやつひろし、編曲：久下真音）
      - 曲の導入部でかまやつひろしが作詞作曲を手掛けたザ・スパイダースの楽曲「バン・バン・バン」の＜バンバン ババババ ババババン＞の部分の歌詞（当楽曲における歌詞の表記は＜BAN BAN BABABABA BABABA BAN＞）とメロディをサンプリングしている[4][5][6]。
- はつこい盤（CD、UMCK-5638）
  - CD
    - DEADHEAT
    - 初恋サイクリング（作詞・作曲・編曲：ジンツチハシ）
      - 辻野かなみによる落ちサビのセリフ「好きだったよ」が見せ場の一つ[7]。
      - サビで横向き1列になった6人が前のメンバーの両肩に手を乗せ、自転車を漕ぐように前後へ体を倒す、初恋トレインと呼ばれる振りがある。観客たちも一斉に同じ列の隣りの人の肩に手を乗せて繋がる[8]。
      - ときめき♡リクエストアワード 第6位（2017年11月発表）
- とりゅふ盤（CD、UMCK-5639）
  - CD
    - DEADHEAT
    - Chocolate Truffe（作詞・作曲：成本智美（SUPA LOVE）、編曲：賀佐泰洋（SUPA LOVE））
      - 槙田紗子が初めてときめき♡宣伝部の楽曲の振付を担当した楽曲となる[9]。ここから次作の「すきっ!」[10]などその後20曲以上の振付を担当することになる。
      - 楽曲「キャラメル」と同じく成本智美が作詞・作曲している。
      - 音源を使用した動画がTikTokで「#指はさみ注意」として話題になり、2018年3月にグループ公式TikTokを開設した際の初投稿にも使われた[11]。
      - 歌詞には、39回登場するフレーズ「超ちょっちょ」など、発音Cho（チョ/超/ちょ）が175ある。超ときめき♡宣伝部に改名する前の曲である。
      - リリースから約1年後に加入した杏ジュリアは、デビュー当初に曲中のメンバーの名前を叫ぶパートですら名前を呼ぶのに緊張するほどであったが、次第にメンバーと打ち解け緊張しなくなったという[12]。

2017年11月20日に先行配信されたiTunes配信バンドル盤に限定ボーナストラックとして「そんな毎日」（作詞：金沢知樹 / 小池樹里杏、作曲・編曲：山下洋介）が収録されている。同曲はアルバム『ときおとめ』（2018年4月11日発売）に収録された。